# 冷氣平快

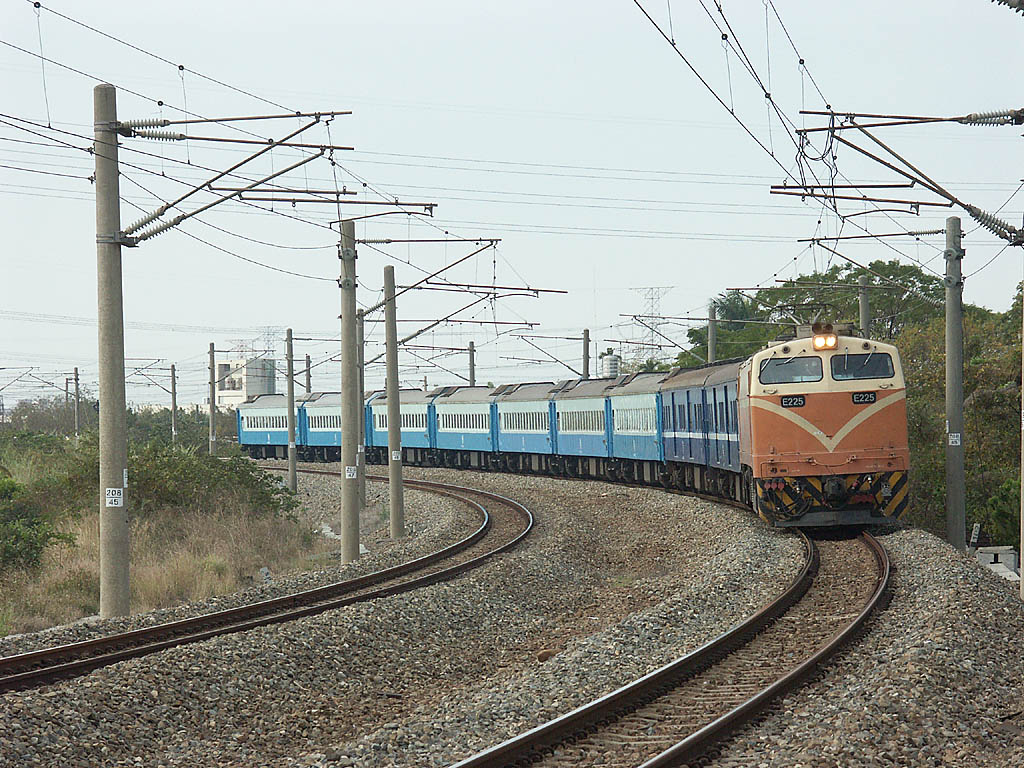
冷氣平快車

台鐵35SPK2300型鋼體客車，又稱冷氣平快車，是台灣鐵路管理局（略稱臺鐵或臺鐵局，現改制為臺灣鐵路公司）於1994年託付唐榮鐵工廠將原本用於對號快車的35SPK32700型車廂100輛中挑選50輛加裝冷氣空調而成的客車，原欲加收冷氣費而改成復興號收費，後因變相漲價的輿論而改回普通車收費，車種也改回平快車。此政策意外使得台鐵票價等級最低的快車、普通車部分班次也有空調裝置。
在台鐵時刻表上，35SPK2300型客車自降等為平快後至2005年1月10日改點（時刻調整）前，以本型行駛之列車車種均為“平快”，車次範圍為15xx次，但由於當時台鐵尚有無空調的平快車，故本型車常被鐵道迷以“冷氣平快”或“冷平”稱之；冷氣平快車種等級在2005年1月10日改點才正式出現在臺鐵時刻表上，車次為201－212次，惟此時冷氣平快實際上為各站均停靠。
在普快列車已退出多數台鐵幹線的同時，冷氣平快因車齡太高(原車型35SPK32700型為1970年至1971年出廠)，已全數退出定期運用，目前已有部份車廂解體。

## 簡介
該車廂改造自1971年出廠的35SPK32700型原對號特快／平快車使用車廂100輛中挑選50輛改造；改造重點除了加裝空調之外，還有電氣設備，如接連電源車的線路；車廂外觀則封閉車窗並仿照復興號車廂塗裝。內裝與原來車廂相似，沿用原帆布旋轉座椅，椅背無法調整傾斜度，座位無中央扶手。第一批車廂甚至還留有電風扇的開關。
改造後的冷氣平快車廂車型編為35SPK2300型。因挑選改造的車廂為隨機挑選並未依車號排序，故35SPK32700型的第100輛，也是台鐵第一輛個位數與十位數字均為0的車廂35SPK32800號，被改造為35SPK2303號而車號消滅。

## 營運
35SPK2300型係因應1994年春節運輸運能不足，改造50輛35SPK32700型客車，改造完工後配屬於高雄檢車段，作為加班復興號使用(有人稱為「改造復興號」)。該年春節後，將原本平快161、164、165、170次分別改為復興135、136、137、140次並維持原平快停靠站（170次截短至高雄開）。輿論質疑只是更換車廂，行駛原平快車的時刻卻收取復興號票價，且車內座椅仍為原平快車相同之不可躺旋轉座椅，等同變相漲價，唯一超值的僅有冷氣實在夠冷。在此強大壓力下，台鐵於次年6月1日將這四班車改回平快車，票價改回普快票價，並改車次為1515次（松山—高雄）、1516次（高雄—松山）、1517次（基隆—高雄）、1520次（高雄—基隆）。2005年1月10日長途平快車停駛前，台鐵販售的旅客列車時刻手冊並未就平快車空調之有無加以區隔，均稱為「平快」。但為了與其他沒有加裝空調的平快車區分，有人將此型車廂稱為「冷氣平快」，部分車站自行製作的車站時刻表也將「冷氣平快」與「平快」分別列出。
最初開行時作為縱貫線長程平快車與北部區間（松山—苗栗間1505次與苗栗—基隆間1506次）平快車使用，1998年3月24日時刻調整時，新增嘉義—松山間1518次與基隆—嘉義間1519次，沿途各站均停靠。2005年1月10日時刻調整時，長程平快車停駛，但因通勤電車中南部運能不足，以本型客車在彰化—嘉義—高雄行駛冷氣平快201－212次，為「冷氣平快」首次出現在臺鐵時刻表上。雖列車名為平快車，然實際上均為各站停靠。
自2006年3月15日起，本型車也投入屏東線運用。屏東線的普通車全面改以35SPK2300型編組行駛，每站皆停。於2008年5月15日改點之後，35SPK2300型全面下線，縱貫線以電聯車行駛之區間車取代，而屏東線以復興號編組行駛之區間車取代。
依交通部臺灣鐵路管理局公告，此型車輛已經於2008年5月停用。其中2007年已有4輛車除籍，2008年、2009年也分別有16輛、14輛除籍，且前述共34輛皆已標售、解體。剩餘未除籍的16輛停用車中，其中2輛放置於高雄機廠內、3輛放置於九曲堂站側線、11輛放置於加祿站側線。當中九曲堂站為接辦因高雄市區鐵路地下化而停辦的鳳山站軍事運輸而新建汽車月台，因而將原先停放於側線的3輛35SPK2300型與6輛藍皮車全數移置到臺東站的側線停放，後來又因臺東站施工而再度移至太麻里站的第一月台A側停放。
2014年，為配合「2014仲夏寶島號花東首航」活動，需有空調又可開窗的客車，因此6月先將加祿站的其中6輛停用車迴送至高雄機廠，挑選車況較佳的35SPK2302、2308、2314、2317、2327等5輛進行修復，並更改塗裝為原先對號快車之藍底白線塗裝。但由於部份用料已無備品，因此在同年7月，將太麻里站的3輛35SPK2300型與6輛普快車車廂迴送回高雄機廠，全數作為器官車使用。這5輛於7月、8月陸續修復完成後，放置於廠內未修復的6輛SPK2300型於同年9月報廢除籍。另外，由於當初改造成冷氣平快時，已將大部分的可開式窗戶塗上矽膠封死，在需修復成可開窗的狀態下，只能將同樣放在高雄機廠停用已久的二等車（包含二等客車35SP32400型、35SP32550型，二等客守車35SPK32600型、35SPK32700型）的窗框拆下來利用，此舉亦造成同年9月的大量除籍（二等客車由7輛減少為1輛，二等客守車由13輛減少為5輛），成為冷氣平快車復出時的遺珠之憾。

## 諸元
- 名稱：冷氣平快
- 製造廠商：日本 新潟鐵工所、近畿車輛、富士重工
- 改造廠商：台灣 唐榮鐵工廠
- 車種：貳等車
- 註記：空調普通車
- 型式：35SPK2300（35是車重（包含載人），SP指二等客車，K指有加裝手軔機，2300為型號）
- 車籍：35SPK2301－35SPK2350
- 輛數：50輛
- 皮重：32.65公噸（改造前為29.64公噸）
- 換算噸數：空車重30公噸，重車重（載客時）35公噸
- 座位：62，旋轉椅。
- 長寬高：長20m，寬2.65m，高3.97m
- 最高車速：100 km/hr
- 現存車輛：
  - 臺東機務段：35SPK2302T、35SPK2308T、35SPK2314T、35SPK2317T、35SPK2327T
- 以上車輛因檢修屆期停用，且因久放有安全隱患，已於2025年1月全數報廢除籍。

## 照片集

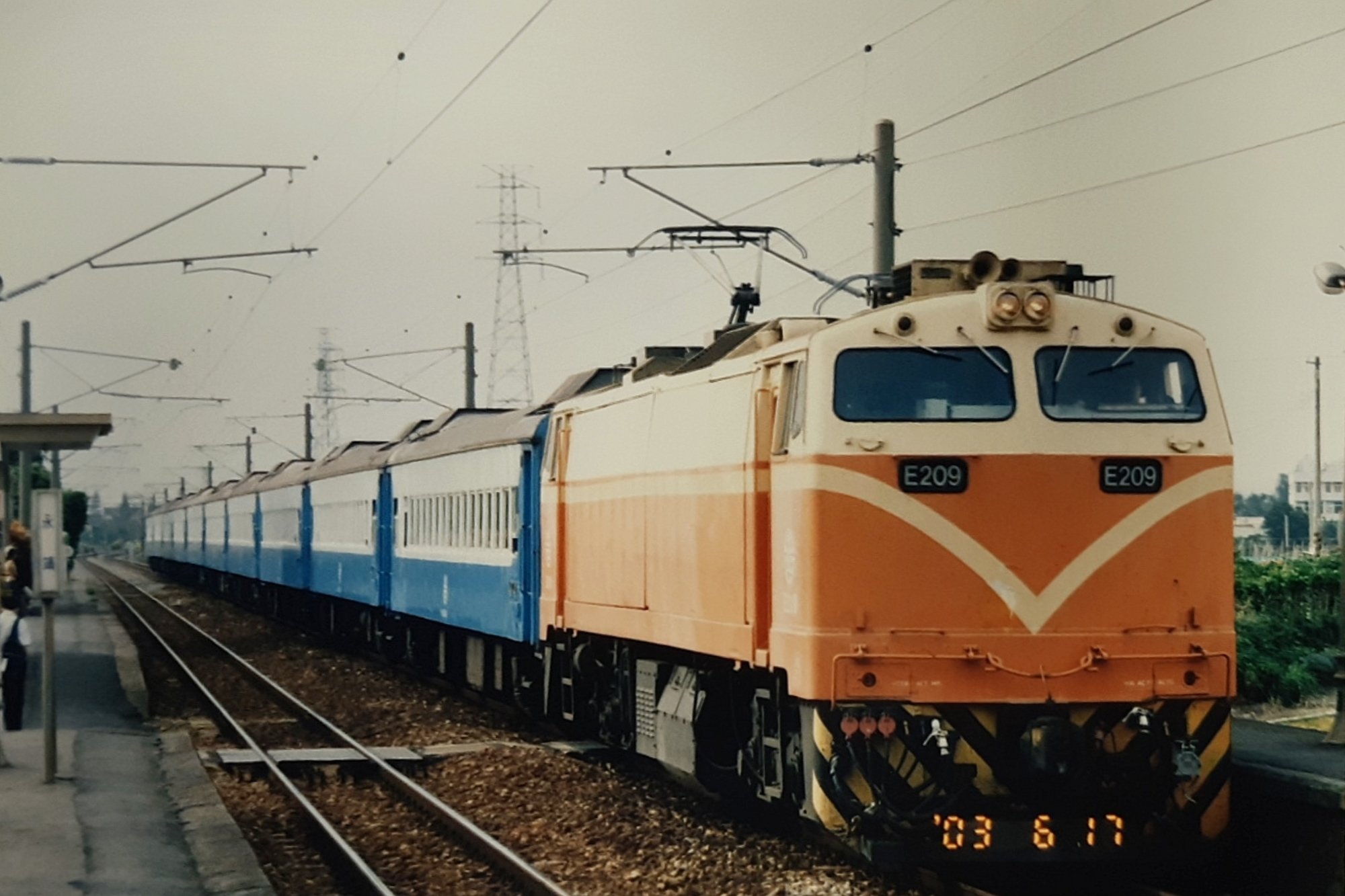
10輛編組行駛的冷氣平快車
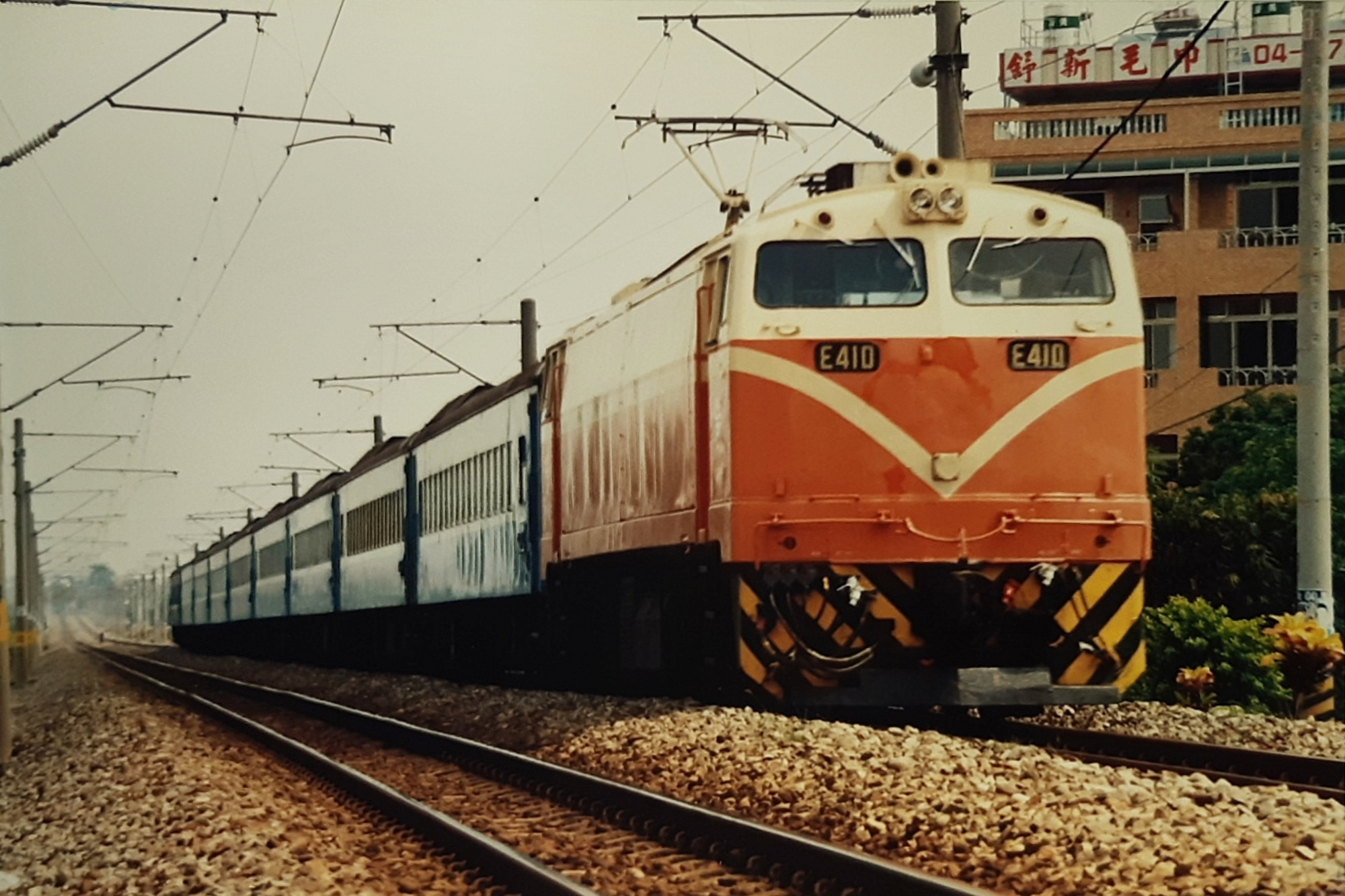
8輛客車+2輛行李車編組行駛的冷氣平快車
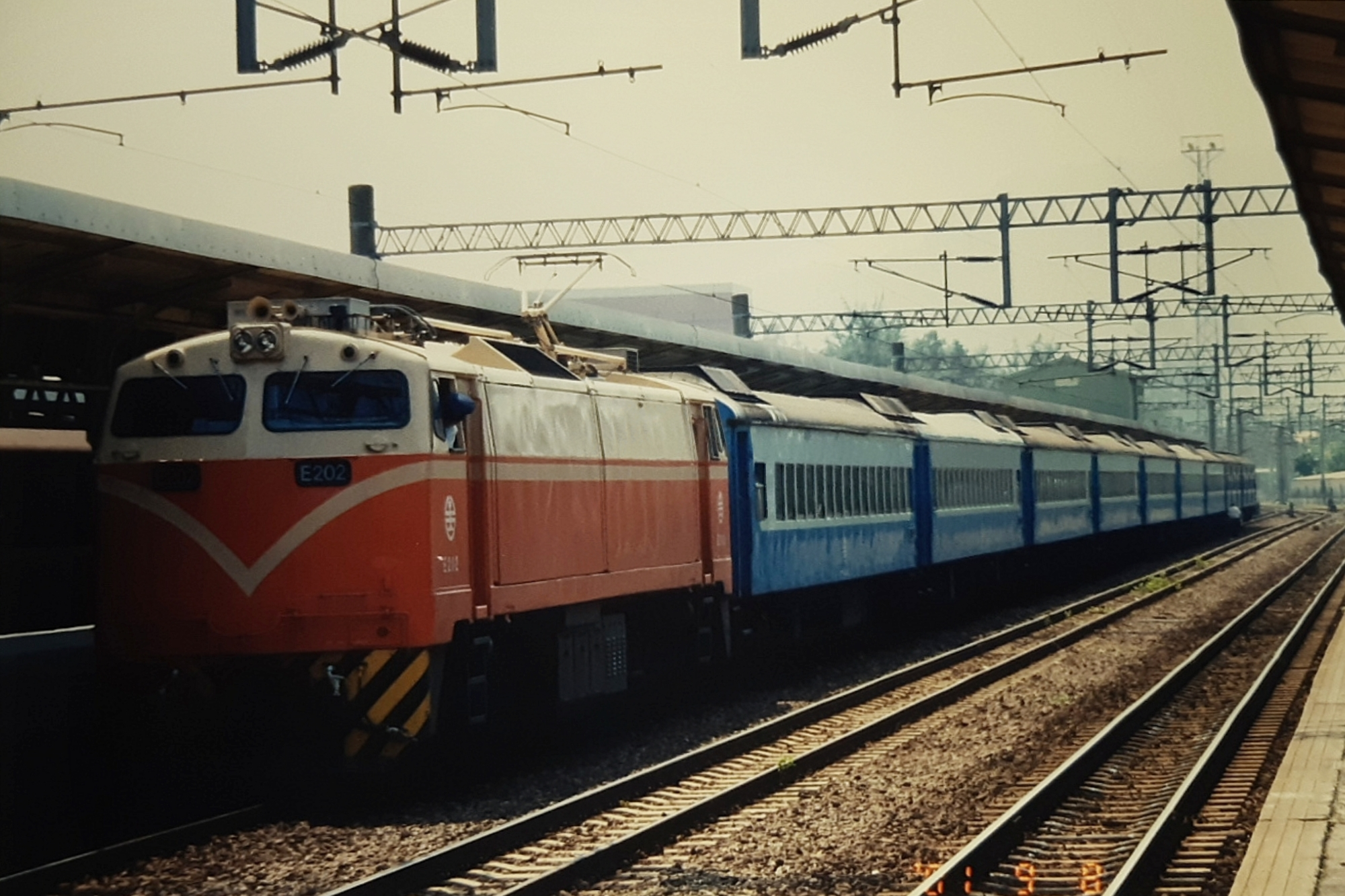
停在未地下化前高雄車站的冷氣平快車
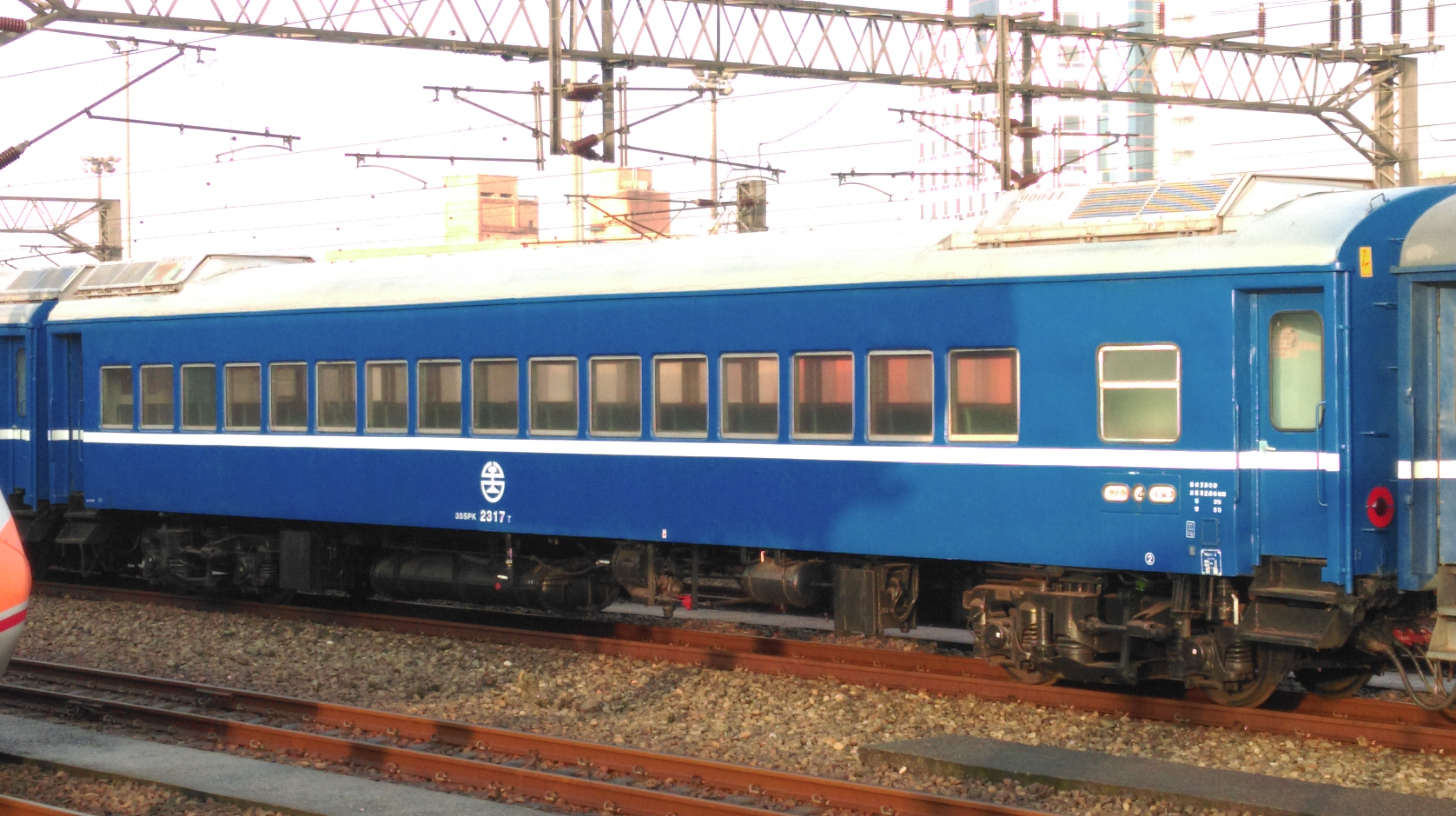
恢復平快車塗裝的SPK2317客車
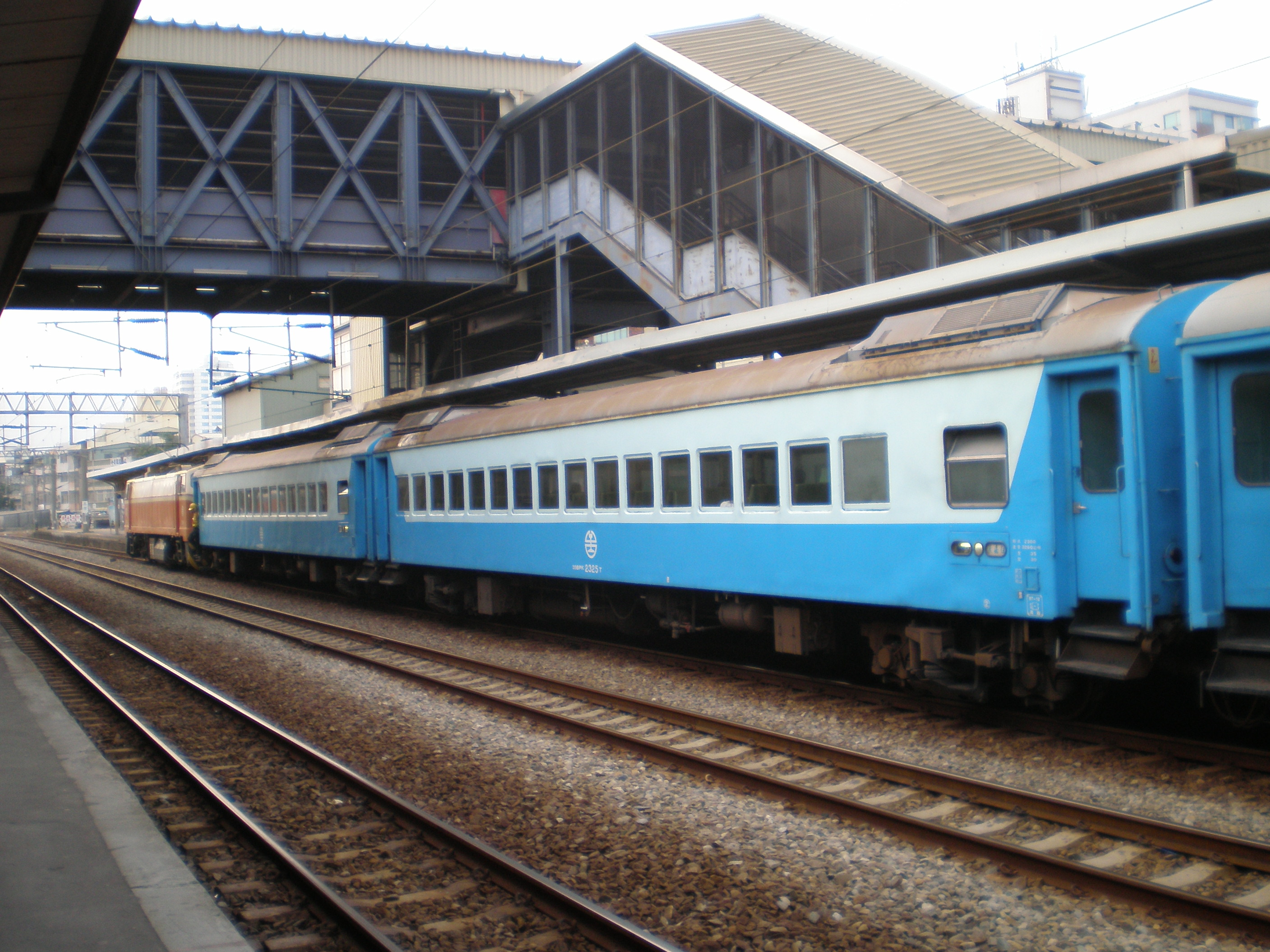
現役時的35SPK2325號
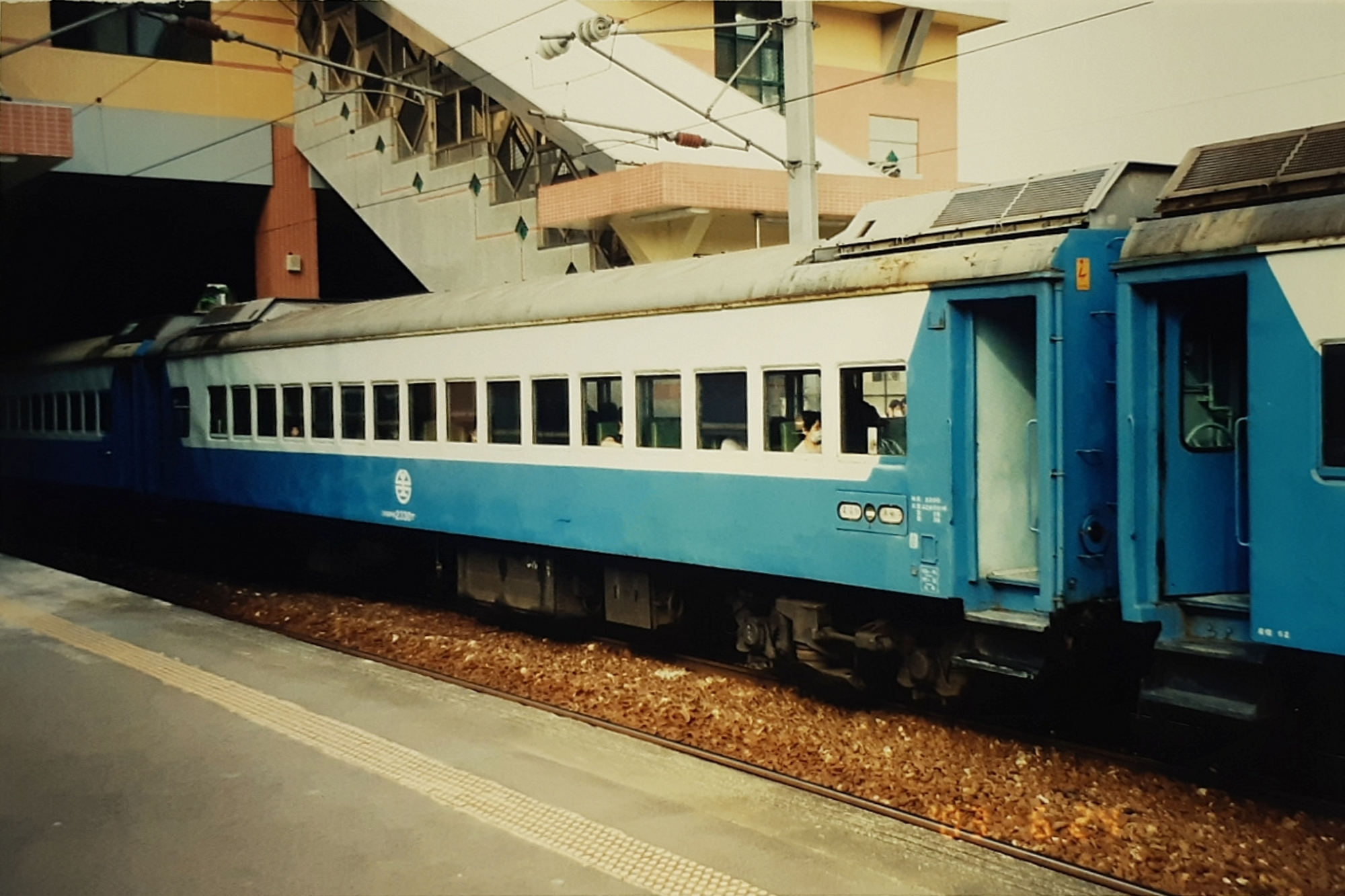
現役時的35SPK2330號
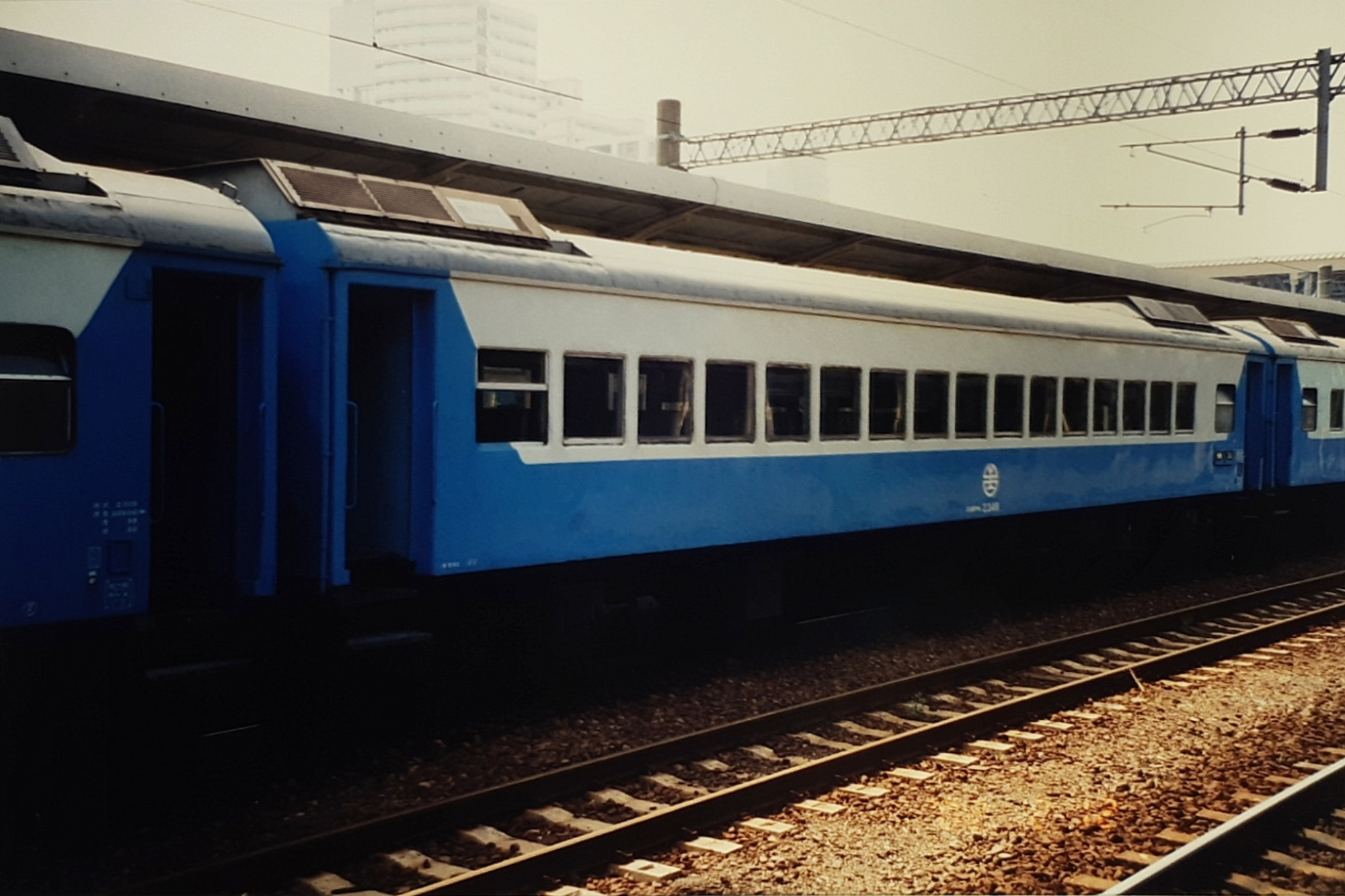
現役時的35SPK2349號
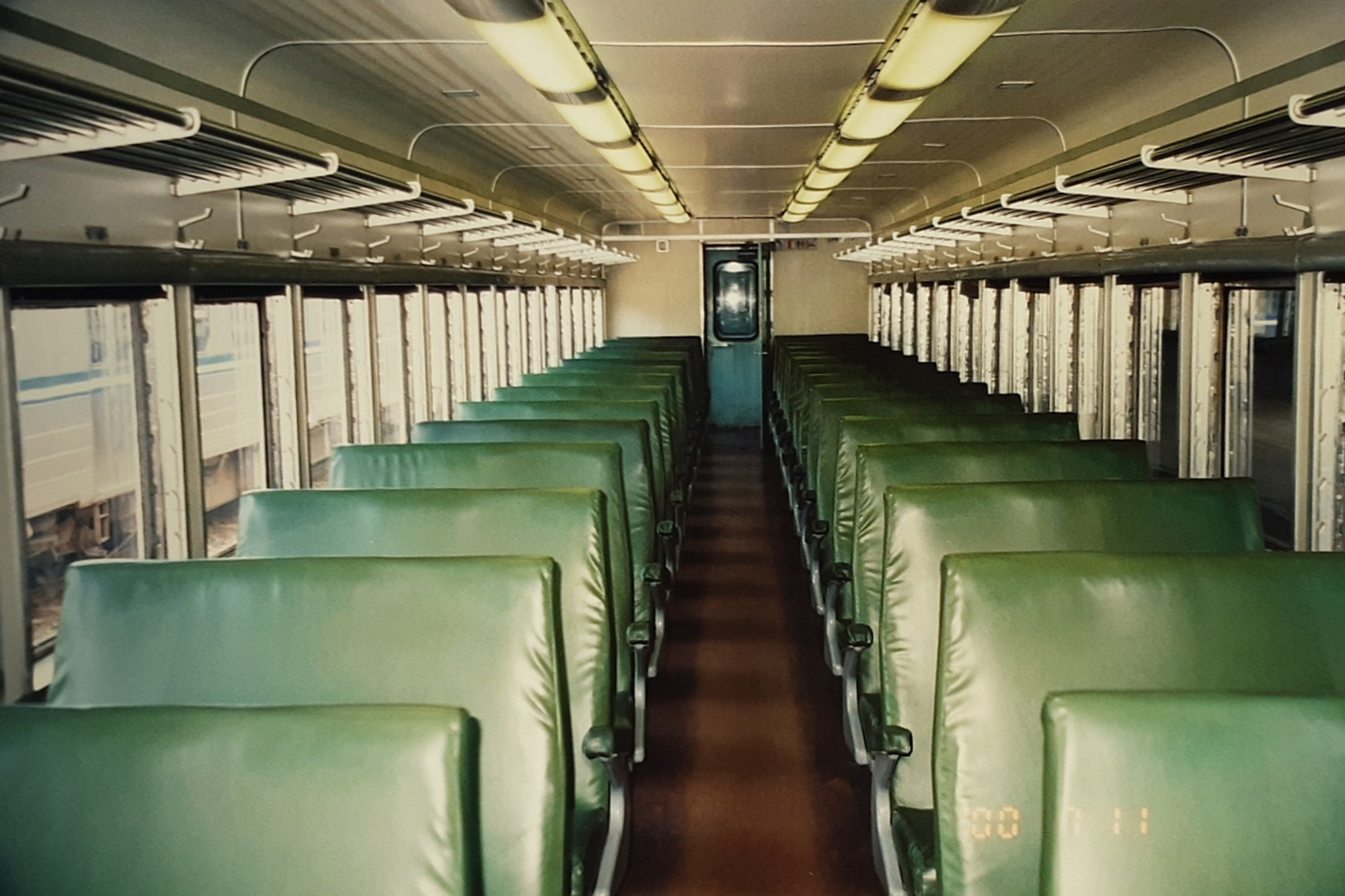
現役時的冷氣平快車內裝，車內為與改造前相同的不可躺旋轉椅
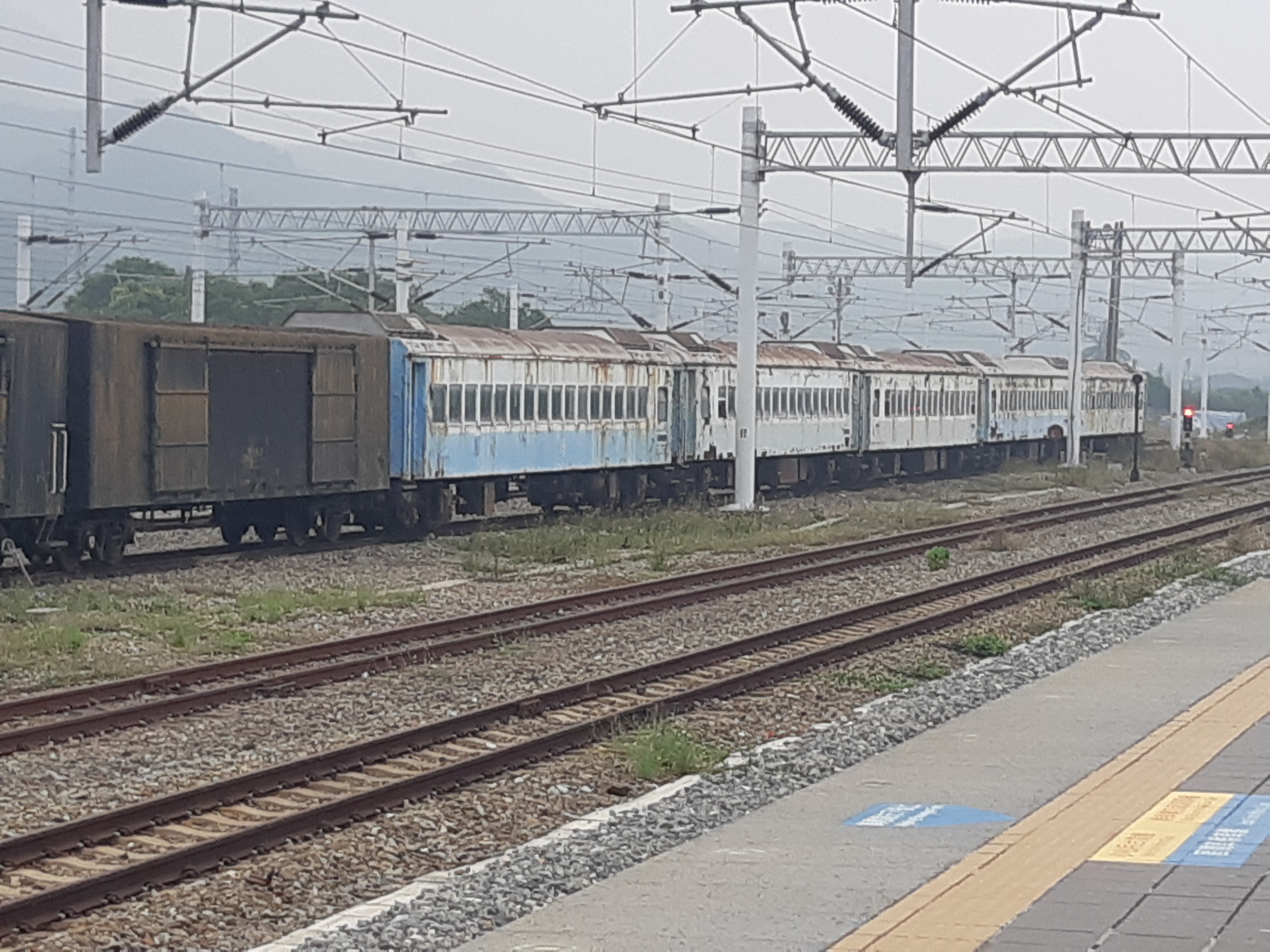
棄置於加祿車站的冷氣平快
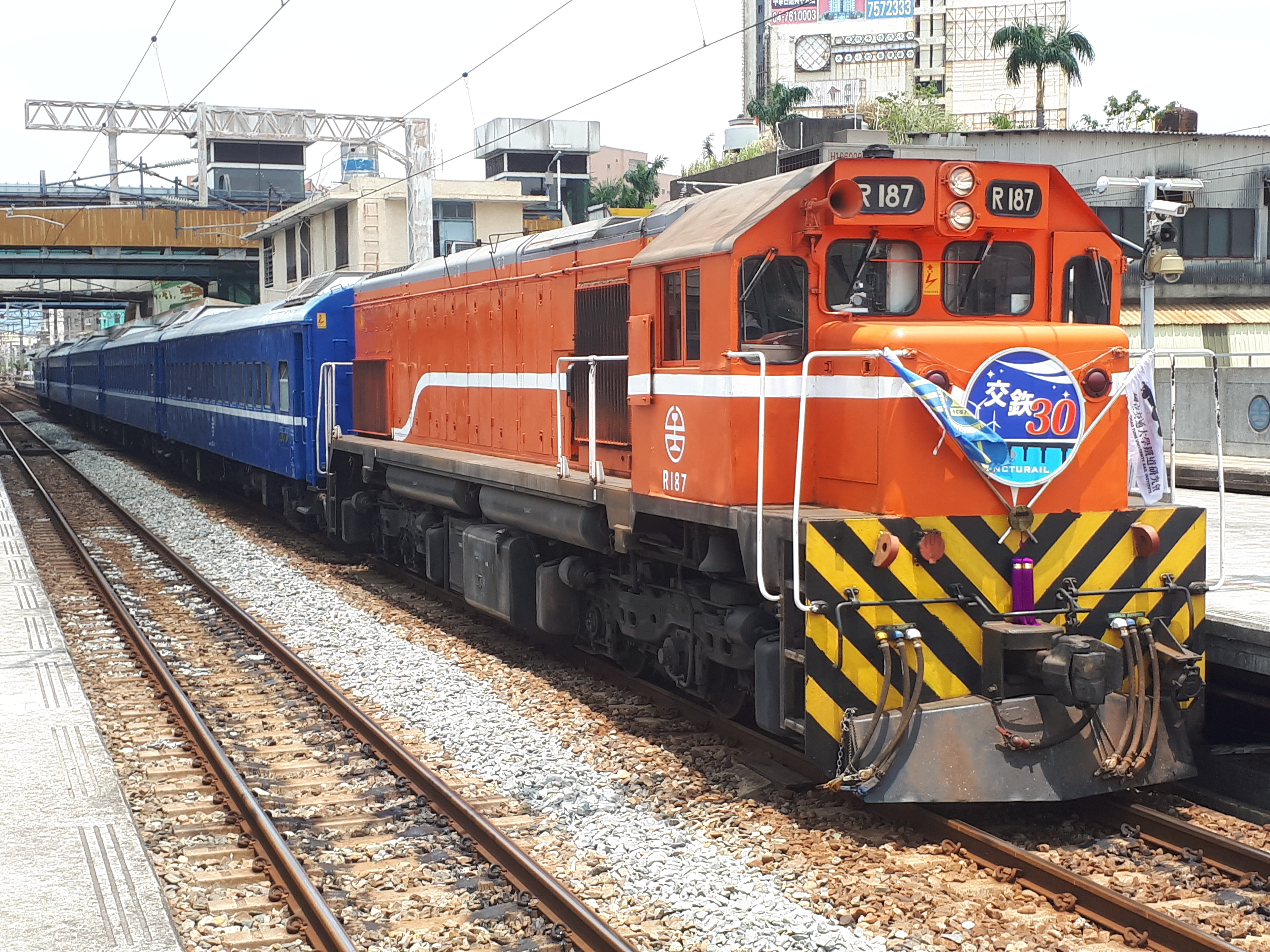
2018年8月4日交通大學鐵道研究會30週年活動冷氣平快專車
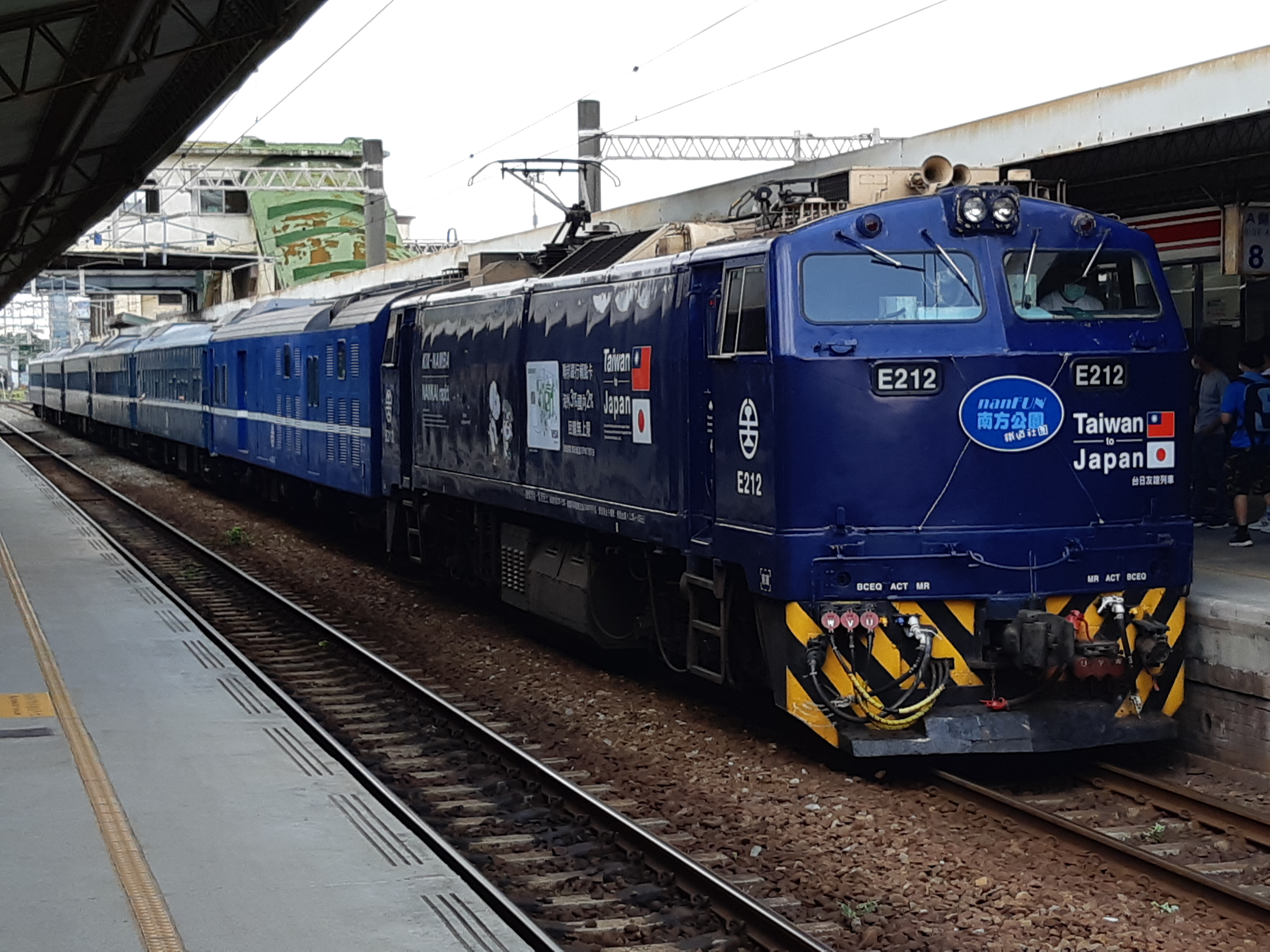
2020年7月11日南方公園冷氣平快專車，雖機車頭、電源行李車與冷氣平快車廂均為藍色，但有所差異。

## 外部連結
冷氣平快客車 SPK2300（页面存档备份，存于）